# Ian Astbury

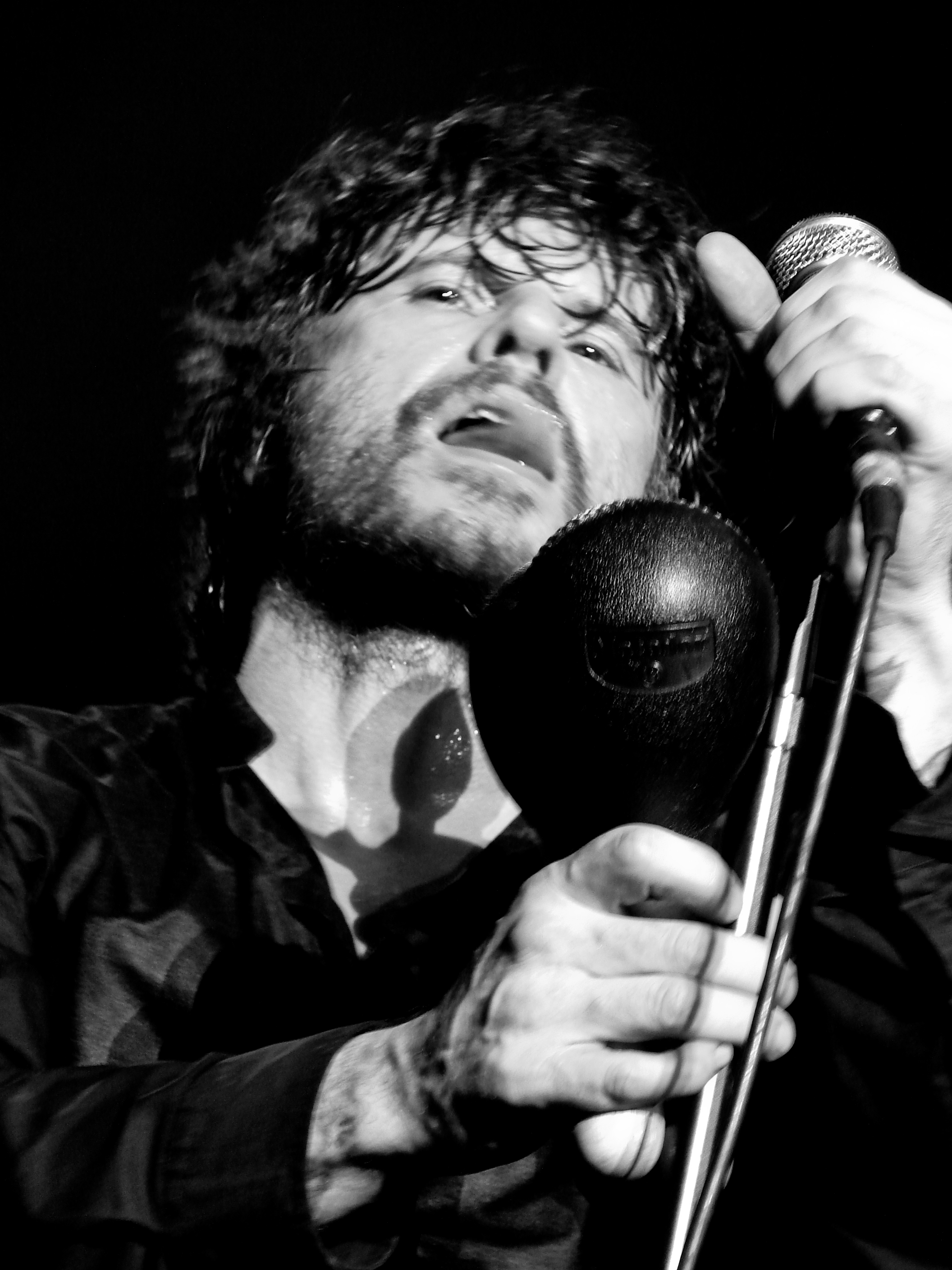
Ian Astbury 2007

Ian Astbury, född 14 maj 1962 i Heswall, Merseyside (i dåvarande Cheshire), är en brittisk musiker mest känd som sångare och låtskrivare i rockgruppen The Cult. Han gav 1999 ut solodebutalbumet Spirit\Light\Speed.